# Montgiscard
Montgiscard is een gemeente in het Franse departement Haute-Garonne (regio Occitanie). De plaats maakt deel uit van het arrondissement Toulouse. Montgiscard telde op 1 januari 2022 2.586 inwoners.

## Geografie
De oppervlakte van Montgiscard bedroeg op 1 januari 2022 13,16 vierkante kilometer; de bevolkingsdichtheid was toen 196,5 inwoners per km².

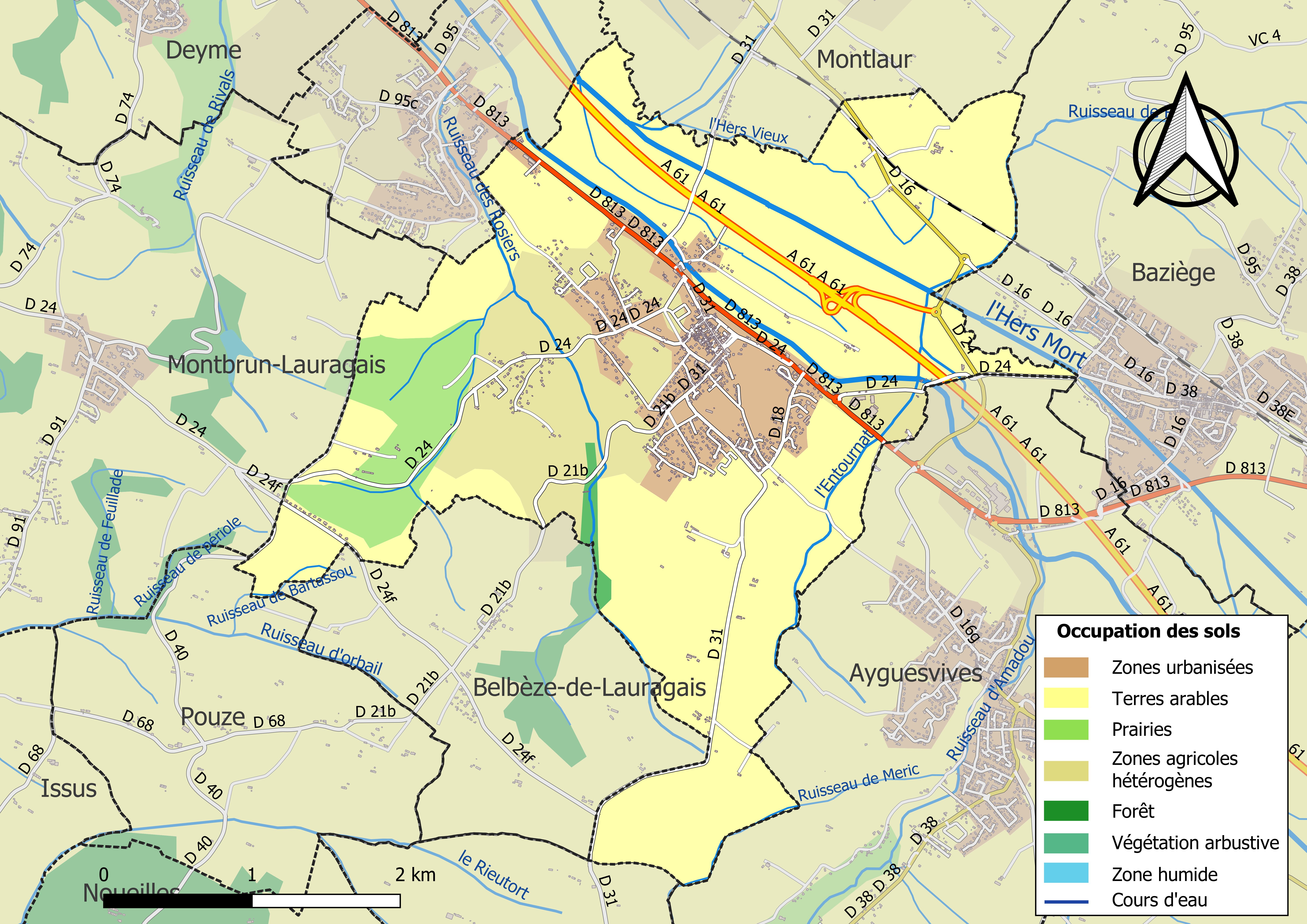
Kaart van de gemeente met belangrijkste infrastructuur, bodemgebruik en omliggende gemeenten

## Demografie
De figuur toont het verloop van het inwonertal (bron: INSEE-tellingen).